# Malbaum (Grenzzeichen)

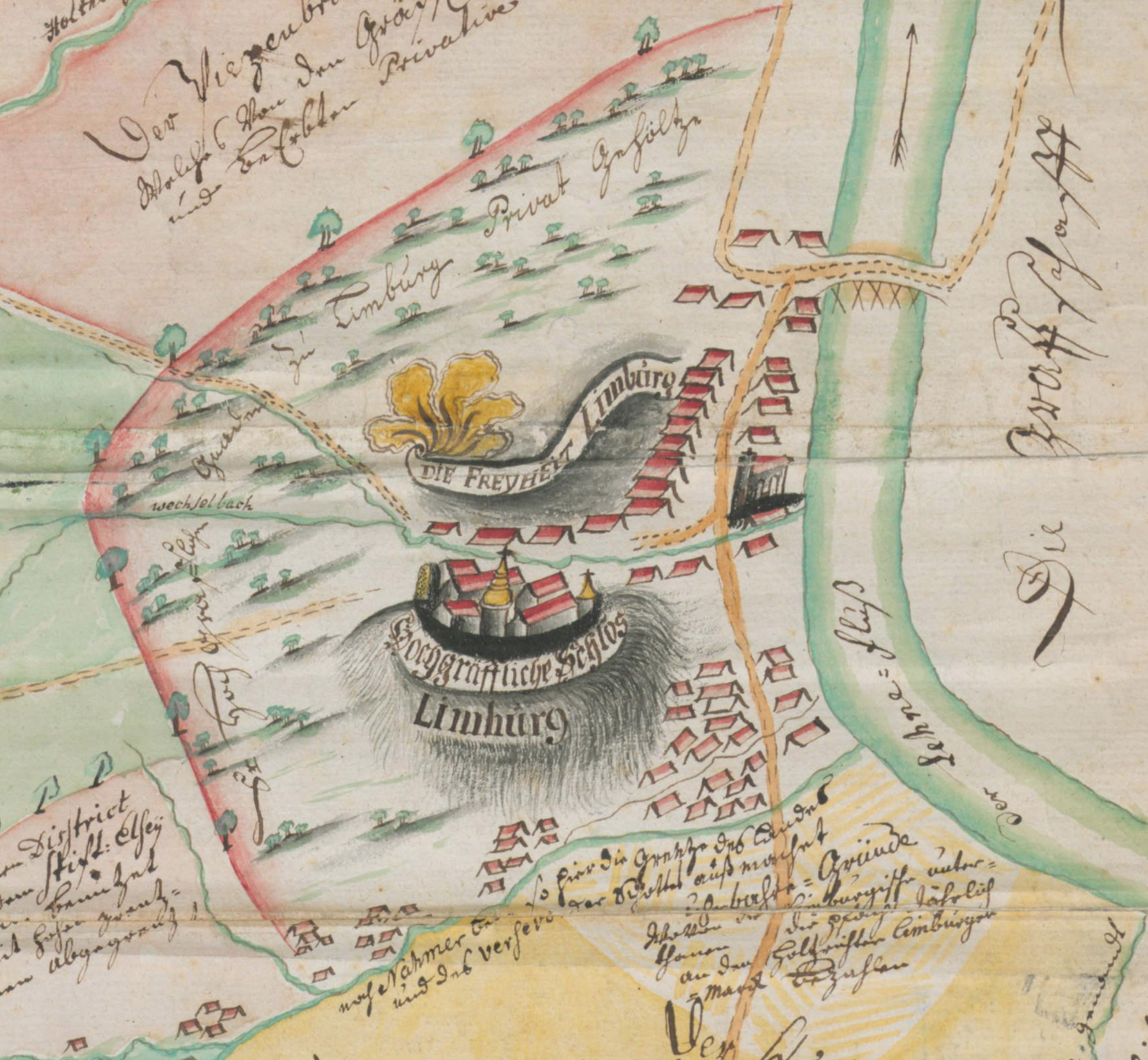
Grenzbäume auf einer Karte der Limburger Mark, 1782.

Als Malbaum, Mahlbaum oder Eichbaum wurden Grenzbäume bzw. Gerichtslinden bezeichnet, die Gerichtsstätten markierten.

## Beschreibung
Malbäume waren vom Mittelalter bis ins 19. Jahrhundert natürliche Grenzmarken von Grundstücken, Ländern oder anderen Verwaltungsgebieten, die mit einer Markierung versehen bzw. durch einen Grenzstein ergänzt wurden.
Die Bezeichnung lässt sich von mittelhochdeutsch mālboum bzw. mahel oder māl ableiten.